# DR řada 95
Řada 95 je označení pětispřežních tendrových parních lokomotiv s uspořádáním náprav 1'E'1, které byly u Německých říšských drah od začátku nasazovány na těžké nákladní vlaky na hlavních tratích s náročnějšími sklonovými poměry. Vzhledem k tomu, že byl tento typ lokomotiv vyvinut na konci existence samostatných pruských státních drah, bývá označován také jako pruská T 20.
Vývoj řady T 20 pro pruské státní dráhy byl inspirován myšlenkou dráhy Halberstadt - Blankenburg nahradit ozubnicový provoz na sklonově náročných tratích provozem adhezním, která byla úspěšně realizována nasazením velmi podobných lokomotiv tzv. zvířecí řady - Tierklasse vyrobených v letech 1919-1921 a vybavených mj. i Riggenbachovou protitlakovou brzdou.
Prvních deset exemplářů vyrobených v závodě Borsig v roce 1922 pod vedením šéfkonstruktéra Augusta Meistera a dodaných počátkem roku 1923 bylo objednáno jako řada T 20 Magdeburg 9201–9210. Objednatel je nejdříve označil původně plánovanou řadou 77 jako 77 001 až 77 010. Ještě v průběhu téhož roku však byly lokomotivy přeznačeny na 95 001 až 95 010. Do roku 1924 bylo vyrobeno celkem 45 kusů. Nasazovány byly na trati Sonneberg – Probstzella, spessartské rampě, frankenwaldské dráze, Geislinger Steige, Schiefe Ebene a Rübelandbahn, kde také získaly svoji přezdívku Bergkönigin (tedy Horská královna).

## Deutsche Bundesbahn (DB)
Ze 45 exemplářů řady 95 připadlo Deutsche Bundesbahn 14 kusů. Díky tomu byla tato řada tzv. „Splittergattung“ (přeloženo "zlomková řada"), což se týkalo řad s méně než 20 lokomotivami, a měla být přednostně vyřazena. Navzdory tomu byly do roku 1953 vyřazeny pouze 3 stroje, z nichž byly získány náhradní díly pro ostatní kusy. Všechny lokomotivy byly nakonec umístěny ve stanici Aschaffenburg a sloužily na postrku na spessartské rampě. Po elektrifikaci bylo do konce dubna roku 1958 všech zbývajících 11 kusů vyřazeno. Před rokem 1953 byly některé stroje této řady nasazeny také na Schiefe Ebene a spadaly pod depo Neuenmarkt-Wirsberg.

## Deutsche Reichsbahn (DR)
Ostatních 31 lokomotiv této řady se dostalo k východoněmeckým DR. Z nich bylo mezi lety 1966 a 1972 přestavěno 24 kusů na olejové vytápění, 10 kusů bylo opatřeno novým kotlem. Od roku 1970 byly „olejovky“ označeny jako 95.00 a původní, tedy nepřestavěné lokomotivy nadále vytápěné uhlím obdržely označení 95.10. Poslední lokomotivy této řady byly nasazeny na železniční trati Eisfeld-Sonneberg a byly vyřazeny v roce 1981. Stroj 95 1016 sloužil jako vytápěcí kotel v depu Kamenz a 95 1027 jako historická lokomotiva DR.

## Konstrukce
Lokomotivy mají trámcový rám o síle postranic 100 mm s pěti výztuhami z lité oceli a kotlem, jehož skříňový kotel je typu Belpaire a je umístěn nad rámem. Krajní spřažené nápravy jsou spojeny s běhouny v Krauss-Helmholtzově podvozku. Tři střední nápravy jsou v rámu pevně uloženy, přičemž okolek u prostřední (hnací) nápravy je zeslaben o 15 mm. Dvojčitý parní stroj na přehřátou páru pohání střední, tedy třetí spřaženou nápravu a je vybaven samočinným vyrovnávačem tlaku pro zajištění klidného volnoběhu.
Lokomotivy tohoto typu byly nejsilnější tendrovky u DR. Po rovině mohly táhnout vlak o 2060 tunách rychlostí 50 km/h, ve stoupání 25 ‰ zvládly 430 tun rychlostí 25 km/h, což prakticky odpovídá bavorské Malletce Gt 2x4/4 (BR 96 DB), u níž se udává 465 tun na 25 ‰ rovněž rychlostí 25 km/h. Její údržba v porovnání s BR 95 však byla vzhledem ke konstrukci poněkud nákladnější. Velmi vysoká adhezní hmotnost 95,3 tun umožňovala upuštění od ozubnicového systému až do stoupání 70 ‰, zejména také díky Riggenbachově protitlaké brzdě, s níž při jízdě klesáním nedochází k opotřebení a přehřívání brzdového obložení a obručí kol a tedy ani ke snižování brzdného účinku.
Lokomotivy druhé série (od čísla 95 011) dostaly rovné zásobníky na uhlí, u DR byly pak nahrazeny nýtované vany svařovanými a oba kompresory jedním dvojitým.
Pozn.: V Čechách měla obdobnou funkci řada Va Buštěhradské dráhy (také tendrovka 1’E‘1), později známá jako 524.1, ovšem s výrazně nižším nápravovým tlakem.

## Zachované lokomotivy
- 95 009 - Bw Glauchau, vlastník Eisenbahn-Bau- und Betriebsgesellschaft Pressnitztalbahn, jako 95 0009-1 s olejovým vytápěním
- 95 016 - v Německém muzeu parních lokomotiv v Neuenmarkt-Wirsberg
- 95 020 - v Technickém muzeu Speyer (jako 95 007)
- 95 027 - DB Museum, nasazena na Rübelandbahn spolu s 50 3708-0 v tradicionalistickém spolku.
- 95 028 - v Železničním muzeu Bochum, s olejovým vytápěním

## Model
Často je tato lokomotiva mylně přezdívána Mammut,[zdroj?] což byla právě lokomotiva „Tierklasse“ řady 95.66. Ta je na první pohled odlišná jak tvarem, tak menším průměrem spřažených náprav (1.100 mm oproti 1.400 mm). Ve velikosti TT je Mammut v nabídce firmy Beckmann, Bergkönigin byla v roce 2016 představena jako novinka od firem Tillig a Arnold, a to jak v uhelném, tak v olejovém provedení. Rovněž se však modely těchto dvou výrobců vzájemně liší. Ve velikosti H0 ji nabízejí/nabízely např. firmy Piko, Fleischmann, Liliput nebo Trix. U dvou prvně jmenovaných je pohon veden ozubeným kolem pouze na hnací nápravu, na ostatní nápravy je výkon přenášen rozvodem. Pohon nového modelu Tillig je přes převody veden na 3., 4. a 5. nápravu, 1. a 2. je poháněna přes rozvody.